# Fluminense Futebol Clube (Santa Catarina)
O Fluminense Futebol Clube, conhecido também por: Fluminense de Joinville, ou ainda, Fluminense do Itaum, fazendo referência ao bairro onde foi fundado, é um clube de futebol brasileiro sediado em Joinville, no estado de Santa Catarina.
O clube foi fundado no ano de 1948, filiando-se à Liga Joinvillense de Futebol a partir de 1952, participando das competições organizadas pela entidade e disputando o campeonato estadual de 1960.
Em 2014, o clube se profissionalizou e competiu a terceira divisão estadual do mesmo ano.
10 anos depois, em 2024, o Fluminense de Joinville, além do acesso para a Série B Catarinense do próximo ano, conquistou o título invicto do Campeonato Catarinense - Série C, contra o Porto, sendo este o primeiro título profissional do clube.

## História
O clube foi fundado no dia 24 de outubro de 1948, em um terreno localizado na Rua Voluntários da Pátria, no bairro Itaum, em Joinville, por pessoas que jogavam no Estrela.
A escolha do nome inicial foi motivo de discórdia, pois alguns queriam que o nome fosse Botafogo, por serem torcedores do clube carioca, porém, o nome "Fluminense" foi escolhido via votação.

### Primeiros anos (1948 – 1957)
A primeira partida do clube foi contra o Esporte Clube Brasil, onde goleou pelo placar de 7x1. O primeiro grande rival do clube foi o Almirante Futebol Clube, que mais tarde deu origem ao Tamandaré.
Entre 1948 e 1951, o clube limitou-se a partidas amistosas e festivais esportivos por volta da cidade. Em 1952, filiou-se à Liga Joinvillense de Futebol (acrônimo: LJF), disputando a terceira divisão do campeonato amador e terminou com o vice-campeonato, perdendo na final para o Cometa, repetindo o nesmo feito no ano seguinte, desta vez perdendo para o Boa Vista. Em 1954, retornou a partidas amistosas e festivais, "mais animados que os campeonatos oficiais".
Em 1957, voltou às competições da LJF, disputando a segunda divisão do campeonato amador. Após fazer um turno razoável, recuperou-se no returno, liderando até a penúltima rodada, quando foi ultrapassado pelo  Santos, que acabou sendo o campeão.

### Salão do Fluminense
Neste ano, o clube também começou a construção de sua sede social, localizada no início da Rua Monsenhor Gercino e para viabiliza-la, realizou diversos festivais e rifas que renderam um bom dinheiro aos seus cofres. Esta sede que ficou mais conhecida como "Salão do Fluminense" e foi durante duas décadas o principal ponto de encontro dos jovens do Itaum, que na pacata e germânica Joinville dos anos 1960 e 1970, era tido como o bairro da "turma da pesada", do samba e da boemia.

### Caldeirão do Itaum
Sem poder competir em condições de igualdade com os times de fábrica nos campeonatos oficiais da Liga, o Fluminense vislumbrou o futuro e ao invés de investir em futebol, a partir de 1978 deu início as obras de construção de seu primeiro estádio próprio.
O terreno onde seria construído o estádio pertencia a Prefeitura Municipal que o concedeu ao clube através de um Termo de Permissão de Uso. A área era extensa e com uma localização privilegiada, no final da Rua Florianópolis, uma das principais vias do bairro. Aproveitando o relevo do terreno, o clube fez verdadeiramente um estádio de futebol, com arquibancadas e tudo mais, um luxo que poucos clubes do futebol amador local podem se orgulhar.
Devido aos recursos limitados, a obra prolongou-se por quatro anos até que em 22 de Agosto de 1982, o Caldeirão do Itaum, nome pelo qual o estádio é conhecido até hoje, foi solenemente inaugurado com um torneio quadrangular sênior vencido pelo Caxias.
Foi um dia de grande orgulho para o bairro e para o presidente do clube, João Gaspar da Rosa, que estava desde 1976 no cargo e foi o grande empreendedor deste sonho tricolor, não à toa, até hoje o clube também é conhecido como o ‘Fluminense do João Gaspar’.
Com o passar dos anos, foram anexados ao estádio uma churrascaria e um centro de educação infantil, que passaram a auxiliar nas receitas do clube, que desde o início da década de 1990 já não contava mais com o seu salão.

### Volta ao profissional
Em 2014, o Fluminense voltou a jogar profissionalmente para a disputa da terceira divisão, o clube surpreendeu ao tirar da aposentadoria o goleiro Sílvio, ex-atleta de Joinville e Grêmio, que havia encerrado sua carreira pelo Marcílio Dias. Ainda em 2014, o Fluminense foi eliminado na primeira fase ficando em quinto lugar de sete clubes na classificação geral. Em 2015, ficou em quinto lugar dessa vez de oito clubes. E em 2016, o time disputou a terceira divisão com outros 5 times, faturou o primeiro turno invicto, enquanto o Itajaí venceu o returno. Na decisão, o Flu terminou como vice.
Em 2018, o Fluminense terminou a primeira fase do estadual com 9 vitórias, 4 empates e 5 derrotas, terminando assim no G4 e classificando para as semifinais onde o adversário foi o Marcílio Dias, no primeiro jogo em Joinville e saiu vitorioso por 3x1 de virada. No jogo de volta, em Itajaí, empate em 2x2 classificou o Marinheiro para a final e consequentemente o acesso a primeira divisão do estadual ao lado do Metropolitano.
Na Copa Santa Catarina de 2019, o Fluminense de Joinville fez uma excelente campanha com 4 vitórias, 5 empates e 5 derrotas, essa campanha manteve o Fluminense na briga pelo G4 até o fim do campeonato. Além disso, o clube alcançou uma grande vitória diante do JEC por 3x1, sendo o único clube profissional da cidade de Joinville a vencer o time tricolor.
Em 2021, foi rebaixado para o Série C do Catarinense.
O ano de 2024 ficará marcado na história do clube joinvillense. Após três anos, o Tricolor do Itaum conquistou o retorno para a Série B do Campeonato Catarinense do próximo ano. O acesso foi garantido com a classificação para a final da Série C Estadual. Na primeira fase da competição, a equipe conquistou 10 pontos, com três vitórias e um empate. Na final, o Fluminense conquistou o título inédito e invicto, o primeiro do time profissional. A equipe joinvilense foi campeã ao vencer o Porto por 2x1, na Arena Joinville. O primeiro jogo da final, ficou empatado em 1x1, no Estádio Armando Sarti, em Porto União.

## Títulos

### Estatuais
- Campeonato Catarinense - Série C: 2024